# الرحمة (مسلسل)
الرحمة هو مسلسل تلفزيوني درامي تركي أنتج سنة 2013 مقتبس من كتاب الشيطآن والحب (Aşka Şeytan Karışır) عام 1996 لمؤلفته هاندا ألتايلي. يروي قصة نادين فتاة شابة تعيش ظروف أسرية قاسية بين العنف الأسري وطموحها الجارف لتحقيق أحلامها والظفر بحب طفولتها المستحيل.

## الممثلون
- اوزغو نامال
- إبراهيم تشيليكول
- بورتشين تيرزي اوغلو
- مصطفى اوستونداغ
- ياسمين ألين
- ديلارا اكسويك
- Ece Naz Mutluer
- Muzaffer Kuytu
- كيفانج كاسبالي
- Turgut Tunçalp
- Ayşegül Cengiz Akman

## روابط خارجية
- الرحمة على موقع IMDb (الإنجليزية)
- الرحمة على موقع كينوبويسك (الروسية)
- الرحمة على موقع قاعدة بيانات الفيلم (الإنجليزية)